# OnBase Cloud

OnBase es un producto de software de gestión documental y ECM que integra gestión de documentos, automatización de procesos empresariales y gestión de registros. Sus funcionalidades de digitalización de imágenes y gestión documental son dos de sus fortalezas.
OnBase también ofrece integraciones con productos Microsoft, SAP, y Oracle Corporation para obtener más valor de las tecnologías existentes.
El cliente móvil de OnBase permite, entre otras opciones, capturar imágenes, completar formularios y registrar información en campo, además de acceder a la totalidad de la documentación almacenada y las tareas relativas al flujo de trabajo con la documentación.
Un aspecto destacable de OnBase es que ofrece dos posibilidades de implantación. Por una parte, con la implementación alojada se puede comprar el software y albergar la instancia en los servidores de Hyland; de esta manera, una compañía puede mantener la propiedad de onbase como activo y externalizar la infraestructura y gestión del mismo. Por otra, ofrecen una variante Cloud SaaS por la cual se pagaría una doble suscripción por el software y por el alojamiento; se trataría del modelo más clásico de computación en la nube con una inversión mínima.
OnBase fue nombrada 2015 Mejor en KLAS para Gestión de Documentos y digitalización de imágenes.